# Tantal (syn Amfiona)
Tantal, także Tantalos, Tantalus (gr. Τάνταλος Tántalos, łac. Tantalus) – w mitologii greckiej królewicz tebański; jeden z Niobidów.
Uchodził za jednego z siedmiu synów Amfiona i Niobe. Razem z braćmi został zabity przez Apollina jako zemsta za pychę Niobe. Sam Tantal został rażony tą samą strzałą, co jego brat Fajdimos.